# Metz
Metz er en by i det nordøstlige Frankrig og hovedstad i departementet Moselle og i regionen Grand Est. Metz er også det økonomiske hjerte i Lorraine-regionen. Byen ligger ved sammenløbet af floderne Mosel og Seille tæt ved grænsen mellem Frankrig, Tyskland og Luxembourg og centralt i SaarLorLux-regionen.
Metz' historie strækker sig over 3.000 år og har blandt andet været et keltisk oppidum, en vigtig gallo-romersk by, hovedstad i merovingernes kongerige Austrasien og fødestedet for det Karolingske dynasti. Byen har svælget i romansk kultur, men er også blevet påvirket af germansk kultur på grund af sin placering.
Byen huser en række bemærkelsesværdige bygninger, heriblandt den gotiske Metz-katedral og Metz Operahus, som er Frankrigs ældste aktive. Byen har fået tilnavnet 'Den Grønne By' (fransk: La Ville Verte), da den har mange store grønne områder og offentlige parker. Den historiske bykerne er et af Frankrigs største gågade-områder.
Historisk var byen befæstet og har historisk været tæt forbundet med mineindustrien. Lorraine-universitetet ligger i byen, og et center for forskning og udvikling i materiale-sektoren med speciale i metallurgi og metallografi.

## Etymologi
I oldgammel tid var byen kendt som "Mediomatrici", og en stamme af samme navn boede her. Indlemmet i Romerriget blev byen kaldt Divodurum Mediomatricum, som betyder Den Hellige By eller Den Hellige Borg Mediomatrici. Herefter blev byen kendt som Mediomatrix. I løbet af 400-tallet e.v.t. udviklede navnet sig til "Mettis", som ledte til det nuværende Metz.

## Historie
Metz har en historie, der går over 3.000 år tilbage i tiden. Før Gallerkrigene (i 52 e.v.t.) var byen et oppidum for den keltiske Mediomatrici-stamme. Byen blev indlemmet i Romerriget og blev hurtigt en af de vigtigste byer i Gallien med et indbyggertal omkring 40.000, indtil barbarer plyndrede området. Ved slutningen af 400-tallet blev byen overdraget til Frankerne. Mellem det 6. og 8. århundrede havde de Merovinganske konger af Austrasien residens i Metz. Efter Traktaten i Verdun i 843 blev Metz hovedstad i Kongeriget Lotharingien, men blev ultimativt integreret i Det Tysk-Romerske Rige, hvor kongeriget fik semi-selvstyrende status. I løbet af det 12. århundrede blev Metz republik, og Republikken Metz bestod helt til det 15. århundrede.
Ved underskrivelsen af traktaten i Chambord i 1552 overgik Metz til kongeriget Frankrig. Dog anerkendte Det Tysk-Romerske Rige ikke overdragelsen af Metz, da det var protestantiske fyrster, der havde lavet aftalen, og de havde ikke bemyndigelse til at overdrage territorium. Denne anerkendelse kom først ved den Westfalske fred i 1648. Under fransk styre blev byen et vigtigt religiøst centrum for området. Byen havde også en strategisk vigtig betydning for Frankrig, som befæstede byen yderligere.
Ved de franske departementers oprettelse ved stænderforsamlingen i 1789 blev Metz valgt som hovedsæde for Moselle-departementet. Efter den fransk-preussiske krig og i følge Freden i Frankfurt i 1871 blev byen annekteret af det Tyske Kejserrige. Herefter blev byen en del af provinsen Alsace-Lorraineog hovesæde i Lorraine-regionen.
Metz forblev tysk til afslutningen på 1. Verdenskrig, hvor byen blev overdraget til Frankrig. Ved Slaget om Frankrig i 2. Verdenskrig blev byen  igen annekteret af Tyskland. I 1944 ved Slaget om Metz blev byen befriet fra tysk besættelse af amerikanske tropper, og byen blev atter fransk.
I løbet af 1950'erne blev Metz valgt som hovedstad i den nyoprettede Lorraine-region, og ved oprettelsen af den Europæiske Union blev byen hovedstad i euroregionen SaarLorLux.

## Geografi
Byen ligger ved floderne Moselle og Seille, 43 km fra trelandsgrænsen mellem Frankrig, Tyskland og Luxembourg. Byen blev grundlagt, hvor forgreninger af floden Mosel skaber øer, som er integreret i byplanlægningen.
Terrænet omkring Metz er formet af floddale løbende fra nord mod syd. Metz og det omkringliggende landskab er med i Lorraines regionale naturpark (fransk: Parc naturel régional de Lorraine), der dækker et samlet areal på 205.000 hektar.

### Klima
Klimaet i Lorraine-regionen er semi-kontinental. Somrene er varme og fugtige, sommetider med storme, og den varmeste måned er juli, hvor dagstemperaturene gennemsnitligt ligger på 25 °C. Vintrene er kolde med snefald, og den gennemsnitlige lavtemperatur ligger på -0,5 °C i januar. Lavtemperaturerne kan være koldere om natten og i de tidlige morgentimer, og sneen daler i Lorraine fra november til februar.
Længden på dagene varierer signifikant over årets løb. Den korteste dag er den 21. december med 7 timer og 30 minuters dagslys; den længste dag er 20 juni med 16 timer og 30 minutters dagslys. Median-skydækket er 93% og varierer ikke meget over året.

## Demografi

### Indbyggere
Statistikker på den etniske og religiøse sammensætning af indbyggerne i byen er uorganiserede, da Frankrig forbyder at gøre forskel på borgere på baggrund af race, tro, politiske og filosofiske holdninger i folketællinger.
Den franske folketælling af 2014 anslår, at der er 119.775 indbyggere i Metz, mens indbyggertallet i byområdet omkring Metz er 389.851. Gennem historien har indbyggerne i Metz været påvirket af omskifteligheden af krige og de annekteringer af området, som har forhindret vedvarende befolkningstilvækst. I nyere tid har Metz været udfordret af reorganisering af militæret og mine- og metalindustrien.

### Berømte personer
Hæderkronede indbyggere fra Metz tæller blandt andre poeten Paul Verlaine, komponisten Ambroise Thomas og matematikeren Jean-Victor Poncelet. Byen har også været beboet af François Rabelais, Jules Mazarin, politisk tænker Alexis de Tocqueville, den franske patriot og amerikansk uafhængighedskrigshelt markis Gilbert du Motier de La Fayette og den Luxembourg-fødte tysk-franske statsmand Robert Schuman.

## Politik og administration
Som enhver anden kommune i Frankrig er Metz ledet af en borgmester (fransk: maire) og en kommunalbestyrelse (fransk: conseil municipal), som er demokratisk valgt ved et to-rundesystem for seks år. Kommunalbestyrelsen består af 54 medlemmer, og byrådsmøder holdes sidste torsdag i hver måned. Siden 2008 har borgmesteren i Metz været socialisten Dominique Gros.
Byen er en del af Metz Metropolen med 40 byer i Metz' storbyområde. Metz er hovedsæde for Grand Est-regionen i det tidligere Sankt Clemens kloster. Byen Metz er inddelt i 14 administrative distrikter.

## Byrum og miljøpolitik
Metz rummer et miskmask af arkitektoniske lag, der beretter om byens lange historie og mødet mellem forskellige kulturer. Byen huser en række arkitektoniske vartegn. Metz besidder af en Frankrigs største bevaringsværdige byområder, og mere end 100 af byens bygninger er på den franske Monument Historique-liste. På grund af byens historiske og kulturelle baggrund er byen udpeget som Villes et pays d'art et d'histoire (Historiske og kunstneriske interessante byer og landskaber) for Frankrig.
Byen er kendt for bygninger i gul kalksten, som er Jaumont-sten. Det historiske distrikt i byen bærer vidnesbyrd om den gallo-romerske byplanlægning, med en Nord-Syd-gående og en Øst-Vest-gående hovedvej. Hvor hovedvejene mødes, lå det romerske forum, i dag Place Saint-Jacques.

### Arkitektur
Fra Metz' gallo-romerske fortid er levn fra termerne (i fundamentet i et museum), dele af akvædukten og basilikaen Saint-Pierre-aux-Nonnains.
Saint Louis' plads med dens hvælvede arkader og et kapel fra Tempelridderordenen er fortsat vigtige symboler på byens højmiddelalderlige arv. Den gotiske katedral, flere kirker, Hôtels og to kommunale kornkamre reflekterer byens senmiddelalderlige periode. Eksempler på renæsancearkitektur kan ses i byhusene fra det 16. århundrede, som Maison des Têtes.
Rådhuset og bygningerne omkring rådhuspladsen er tegnet af den franske arkitekt Jacques-François Blondel, som fik opgaven om at modernisere Metz' bymidte af Académie royale d'architecture (Det kongelige Akademi for Arkitektur) i 1755. Blondel moderniserede byen i Oplysningstidens æstetik. I byen findes der også nyklassicistiske bygninger fra det 18. århundrede som operahuset og guvernørpaladset, bygget af Charles-Louis Clérisseau.
Det 'tyske' distrikt blev bygget efter den første annektering af Metz af det Tyske Kejserrige. Kejser Wilhelm 2. besluttede at det nye distrikt skulle bruge markant germanisk arkitektur med arkitektur fra Renæssancen, Nyklassicismen, Art Nouveau og Art Deco. I stedet for den gule Jaumont-sandsten blev der brugt lyserød og grå sandsten, granit og basalt. Bemærkelsesværdige bygninger i det tyske distrikt er blandt andet togstationen Gare de Metz-Ville og Centralpostkontoret af den tyske arkitekt Jürgen Kröger.
Moderne arkitektur ses også i byen med værker af de franske arkitekter Roger-Henri Expert (Sainte-Thérèse-de-l'Enfant-Jésus kirken fra 1934), Georges-Henri Pingusson (Brandstation, 1960) og Jean Dubuisson (boligkvarterer, 1960'erne). Ombygningen af Ney-våbenlageret til en koncertsal i 1989 og opførelsen af Metz' Arena (fransk: Arènes de Metz) i 2002 af den spansk-franske arkitekt Ricardo Bofill og franske Paul Chemetov repræsenterer den postmoderne bevægelse.
Centre Pompidou-Metz i amfiteater-distriktet repræsenterer en stærk markør for Metz' indtræden i det 21. århundrede. Bygningen er tegnet af den japanske arkitekt Shigeru Ban og er bemærkelsesværdig på grund af den komplekse, innovative træarbejde på taget. Bygningen integrerer koncepter fra bæredygtig arkitektur. Projektet omfatter arbejde af Pritzker-modtagerne Shigeru Ban (2014) og Christian de Portzamparc (1994). Amfiteather-distriktet er udtænkt af de franske arkitekter Nicolas Michelin, Jean-Paul Viguier, og Jean-Michel Wilmotte samt designeren Philippe Starck. Byprojektet forventes at være færdig i 2023. Et samtidsmusisk venue er tegnet af kontekstualisten og arkitekten Rudi Ricciotti  i Borny-distriktet.

### Urban økologi
I begyndelsen af 1970'erne, under ledelse af botanikeren Jean-Marie Pelt, pionerede Metz med politik for by-økologi. På baggrund af efterkrigstidens fejlslagne byplanlægning i Europa i 1960'erne påbegyndte Pelt (som var medlem af kommunalbestyrelsen) en ny tilgang til det urbane miljø.
På ideer fra Chicago School byggede Pelts teorier på en bedre integration af mennesker i det urbane miljø. Pelt udviklede et koncept omkring forholdet mellem "sten og vand". Hans politikker blev realiseret i Metz, og der blev etableret åbne områder omkring floderne Mosel og Seille, samt store områder for fodgængere. Resultatet er derfor, at Metz har over 37 m2 åbne områder pr. indbygger i form af offentlige parker og haver i byen.
Pelts principper for urban økologi bliver stadig brugt i Metz gennem af en lokal Agenda 21-handleplan. Den kommunale politik for urban økologi omfatter bæredygtig ombygning af gamle/historiske bygninger, opførelsen af bæredygtige distrikter og bygninger, grøn offentlig transport og oprettelsen af offentlige parker ved brug af landskabsarkitektur.
Derudover har byen sit eget kraftvarmeværk, der benytter spildtræ fra de lokale skove som bæredygtig energikilde. Med en varmeeffektivitet på over 80% giver kraftvarmeværket energi til 44.000 husstande. Værket er den lokale producent og distributør af energi i Frankrig.

### Militærarkitektur
Militærarkitekturen fylder meget i Metz' historie, da byen igennem mange år har været befæstet. Fra oldtiden til nutiden har byen kunnet rumme udstationerede tropper. Bymure fra Antikken til det 20. århundrede er stadig synlige og med i de offentlige haver langs Mosel og Seille. En borg med hængebro fra Middelalderen, kaldet 'Tyskernes Port' (fransk: Porte des Allemands), er omdannet til et kongres- og udstillingscenter. Rester af et citadel fra 16. århundrede og befæstninger bygget af Louis de Cormontaigne ses i dag. Vigtige kaserner primært fra 18. og 19. århundrede er spredt over byen: nogle af arkitektonisk værdi er omdannet til civilt brug.
Den kraftige befæstning, som omkranser byen, inkluderer tidlige eksempler på Séré de Rivières systemforte. Andre forter var med i Maginot-linjen.

## Økonomi
Selvom stålindustrien har været markant for økonomierne omkring floden Mosel, så har Metzs forsøg på økonomisk spredning skabt en base inden for handel, turisme, informationsteknologi og og automobilindustrien. Byen er økonomisk hjerte i Lorraine-regionen og ca. 73.000 mennesker arbejder dagligt i Metz' storbyområde. Transportmuligheder i storbyområdet, der inkluderer den internationale jernbane for højhastighedstog, motorvej, transport via indlandsvandveje og det lokale busrutenet, har gjort transportcentrum i EU. Metz' havn håndterer hvert år over 4.000.000 tons korn og er derfor den største havn for korntransport i Frankrig.
Metz er hovedsædet for Mosels Handelskammer. Internationale virksomheder som PSA Peugeot Citroën, ArcelorMittal, SFR og TDF Group har oprettet anlæg og centre i Metz. Byen er også regionshovedkvarter for bankgrupperne Groupe Caisse d'Épargne og Banque Populaire.
Byen er et vigtigt handelscenter for Nordfrankrig. Metz har Frankrig største sammenslutning af detailhandlere, omkring 2.000 er sammensluttet. Virksomheder som Galeries Lafayette, Printemps-forretning og Fnac-underholdningskæden er repræsenteret i byen. Der er flere større biografer og indkøbscentre rundt omkring i Metz' storområde.
I de senere år har Metz udviklet turistområdet for byen, hvor revitalisering af urbane områder og istandsættelse af offentlige parker og pladser har været vigtig. Denne udvikling blev ansporet af åbningen af Centre Pompidou-Metz i 2010, og siden indvielsen har institutionen blevet et populært kulturvenue i Frankrig uden for Paris med omkring 550.000 besøgende årligt. Saint-Stephen-katedralen er dog den mest besøgte bygning i byen med 652.000 besøgende årligt.

## Kultur
Metz huser blandt andet en række museer og udstillingshaller som Centre Pompidou-Metz og Saint-Stephen katedralen. Museet La Cour d'Or (dansk: Den Gyldne Gårdhave) er dedikeret til Metz' historie, hvor man blandt andet kan opleve romerske bade fra den gallo-romerske tid. Metz' operahus er det ældste i Frankrig  stadig i drift. Arsenal Concert Hall er kendt for sin udsøgte akustik. The Trinitarians Club er et multimedie kunstnerkompleks beliggende i den hvælvede krypt og kapel i et gammel kloster, og er byens førende scene for jazz-musik. Boite à Musique (dansk: Musikboxen) er et koncertsted til rock og elektronisk musik.
Siden 2014 har den tidligere busgarage huset over 30 kunstnere i et miljø, hvor de kan lave og udøve kunst. Komplekset kaldes Toutes les Cultures en Réseau à Metz (dansk: Metz' netværk for alle kulturer) og er offentligt kendt som TCRM-Bilda og strækker sig over 3.000 m2, hvor teater-og danseområdet har 800 m2.
Den lokale madkultur byder på blandt andet quiche, potée, Lorrain-paté og helstegt pattegris. Fyld i tærter, marmelade og syltetøj er traditionelt baseret på mirabelblomme og kvæde. Metz er også fødeby for bagværk som Metz' ostetærte og Metzkugler (fransk: boulet de Metz), som er en ganache-fyldt kiks dækket af marcipan, karamel og mørk chokolade.
Det overdækkede marked Marché Couvert de Metz er et af de ældste og mest storstilede indendørs markeder i Frankrig. Det huser mange lokale, traditionelle fødevareproducenter og handlende. Markedet blev bygget som residens for biskoppen, men den Franske Revolution brød ud, inden biskoppen af Metz kunne flytte ind. Borgerne i Metz besluttede at omdanne bygningen til marked for fødevarer. Den tilstødende Place de Chambre har også flere restauranter.